# ヴィアー・ポンソンビー (第9代ベスバラ伯爵)
第9代ベスバラ伯爵ヴィアー・ブラバゾン・ポンソンビー（英: Vere Brabazon Ponsonby, 9th Earl of Bessborough GCMG KStJ PC、1880年10月27日 - 1956年3月10日）は、イギリスの貴族・政治家。
1931年から1935年にかけてカナダ総督を務めた。

## 経歴
1880年10月27日に後に第8代ベスバラ伯爵を継承するエドワード・ポンソンビーとその妻ブランシェ（初代準男爵ジョン・ジョサイア・ゲストの娘）の間の息子として生まれる。
ハーロー校を経てケンブリッジ大学トリニティ・カレッジへ進学。
1910年にはチェルトナム選挙区から選出されて保守党の庶民院議員を務める。1913年から1920年にかけてはドーヴァー選挙区から選出されて保守党の庶民院議員を務める。1920年12月1日に死去した父から爵位を継承し、貴族院議員に転じる。
1931年に枢密顧問官(PC)に列せられるとともに、同年から1935年にかけてカナダ総督を務めた。前任者と同様に世界大恐慌に苦しむカナダ各地を歴訪した。1932年には初となるカナダ全土の電話システムを発足させた。同年庶民院に帝国経済会議（Imperial Economic Conference in the House of Commons）を創設した。新たなウェランド運河を開いたり、カナダ国立研究機関（National Research Council of Canada)の新しいビルを建設したりもした。また日本の皇族高松宮宣仁親王、タイ国王ラーマ7世とその后ラムパイパンニー、本国政治家ウィンストン・チャーチル、オーストラリアの探検家ヒューバート・ウィルキンズなど各国の著名人を総督官邸に招いた。
1937年6月2日に連合王国貴族爵位のベスバラ伯爵に叙された。
1956年3月10日に死去。爵位は長男フレデリック・ポンソンビーが継承した。

## 栄典

### 爵位
1920年12月1日の父エドワード・ポンソンビーの死去により以下の爵位を継承した。
- 第9代ベスバラ伯爵 (9th Earl of Bessborough)
(1739年10月6日の勅許状によるアイルランド貴族爵位)
- ウェックスフォード県におけるダンキャノン砦の第10代ダンキャノン子爵 (10th Viscount Duncannon, of the Fort of Duncannon in the County of Wexford)
(1722年2月28日の勅許状によるアイルランド貴族爵位)
- キルケニー県におけるベスバラの第10代ベスバラ男爵 (10th Baron Bessborough, of Bessborough in the County of Kilkenny)
(1721年9月11日の勅許状によるアイルランド貴族爵位)
- レスター州におけるサイゾンビーの第9代ポンソンビー男爵 (9th Baron Ponsonby, of Sysonby in the County of Leicester)
(1749年6月12日の勅許状によるグレートブリテン貴族爵位)
- キルケニー県におけるベスバラの第6代ダンキャノン男爵 (6th Baron Duncannon, of Bessborough in the County of Kilkenny)
(1834年7月19日の勅許状による連合王国貴族爵位)

1937年6月2日に以下の爵位を新規に叙される。
- 初代ベスバラ伯爵 (1st Earl of Bessborough)
(勅許状による連合王国貴族爵位)

### 勲章
- 1919年、聖マイケル・聖ジョージ騎士団(勲章)コンパニオン (CMG)
- 1931年、聖マイケル・聖ジョージ騎士団ナイト・グランド・クロス (GCMG)[3]

## 家族
1912年にロバーテ・ド・ニューフリーズと結婚し、彼女との間に以下の4子を儲けた
- 第1子 (長男) フレデリック・エドワード・ニューフリーズ・ポンソンビー（英語版） (1913-1993) 第10代ベスバラ伯爵位を継承
- 第2子 (次男) デズモンド・ニューフリーズ・ポンソンビー (1915-1925) 早世
- 第3子 (長女) モイラ・ブランシェ・マデリン・ポンソンビー（英語版） (1918-2016) デニス・ブラウン（英語版）と結婚
- 第4子 (三男) ジョージ・セント・ローレンス・ニューフリーズ・ポンソンビー (1931-1951) ドイツでの軍務中に交通事故死